# Systellonotopsis
Systellonotopsis is een geslacht van wantsen uit de familie van de Miridae (Blindwantsen). Het geslacht werd voor het eerst wetenschappelijk beschreven door Bertil Robert Poppius in 1914.

## Soorten
Het genus bevat de volgende soorten:

- Systellonotopsis bifasciatus Poppius, 1914
- Systellonotopsis chnous Odhiambo, 1963
- Systellonotopsis pandus Odhiambo, 1963